# خايمي نيومان
خايمي نيومان (بالإنجليزية: Jaime Ray Newman)‏ (و. 1978 – م) هي ممثلة، وممثلة مسرحية، وممثلة تلفزيونية، من الولايات المتحدة الأمريكية، ولدت في فارمنغتون هيلز.

## التعليم
تعلمت في جامعة بوسطن، وجامعة نورث وسترن.

## وصلات خارجية
- خايمي نيومان على موقع IMDb (الإنجليزية)
- خايمي نيومان على موقع ألو سيني (الفرنسية)
- خايمي نيومان على موقع أول موفي (الإنجليزية)
- خايمي نيومان على موقع إن إن دي بي (الإنجليزية)
- خايمي نيومان على موقع قاعدة بيانات الفيلم (الإنجليزية)
- خايمي نيومان على موقع كينوبويسك (الروسية)